# اینو پوریه
اینو پوریه (انگلیسی: Eino Purje؛ ۲۱ فوریه ۱۹۰۰ – ۲ سپتامبر ۱۹۸۴ (aged 84)) ورزشکار دو و میدانی اهل فنلاند بود.
وی در مسابقات کشوری و بین‌المللی در مجموع برندهٔ ۱ مدال برنز شده‌است.